# Мейзингер, Йозеф
Йозеф Альберт Мейзингер (нем. Josef Albert Meisinger; 14 сентября 1899, Мюнхен, Германская империя — 7 марта 1947, Варшава, Польша) — немецкий военный преступник, штандартенфюрер СС.

## Биография

### Ранние годы
Окончил четырёхклассную народную школу. Посещал гимназию Луитпольда и реальную гимназию в Мюнхене. 23 декабря 1916 г. записался добровольцем в армию. 17 июля 1917 г. отправился на Западный фронт в составе миномётного батальона 230-й роты 30-го резервного пехотного полка. Дослужился до вице-фельдфебеля, был тяжело ранен. 18 января 1919 г. демобилизован.
В апреле 1919 г. вступил в Добровольческий корпус Эппа, участвовал в боях против Баварской советской республики. В марте-апреле 1920 г. участвовал в боях в Руре. С июля 1919 до 30 сентября 1920 г. работал клерком в Баварском торговом банке, с 1 октября 1920 по 30 сентября 1922 гг. — инспектором мюнхенского суда. 1 октября 1922 г. переведён в полицию Мюнхена. В качестве командира 3-го взвода 2-й роты Добровольческого корпуса Оберланд принял участие в Пивном путче.

### Карьера в СС
В 1933 г. вступил в СС (№ 36 134) и НСДАП (№ 3 201 697). В марте 1933-мае 1934 гг. служил в гестапо Баварии, по роду деятельности был близким сотрудником Гейдриха и Мюллера. В мае 1934 г. перешёл в Прусское гестапо, где возглавил отделы II 1 H и II H 1, отвечавшие за структуру НСДАП, слежку внутри партии и преследование гомосексуалистов. Подготовил ряд компрометирующих документов на Эрнста Рёма. С 1935 г. руководил отделом II S по вопросам гомосексуалистов, с 1936 г. — Центральным бюро рейха по борьбе с гомосексуализмом и абортами. Один из организаторов дела Бломберга-Фрича, в ходе следственного процесса был отправлен в Египет для сбора доказательств гомосексуальных контактов Фрича. Своими действиями вызывал критику своих сотрудников: Мюллер постоянно жаловался на него, а Вернер Бест описывал его как примитивного человека с брутальными методами. В итоге Мейзингер был переведён из гестапо в архив СД, а с сентября 1939 г. стал заместителем командира айнзатцгруппы IV в Польше.
В октябре 1939 — марте 1941 гг. руководитель полиции безопасности и СД в округе Варшава. Его меры по расстрелу мирных жителей были признаны руководством рейха «чересчур радикальными». За свою деятельность получил прозвище «Варшавский мясник». Участвовал в создании Варшавского гетто. В 1940 г. Вальтер Шелленберг передал руководству СС компромат на Мейзингера. Гиммлер распорядился предать Мейзингера суду и расстрелять его, однако Мейзингер был спасён Гейдрихом, который отправил его в Японию. В марте-апреле 1941 г. Мейзингер работал в РСХА, а с апреля 1941 г. был атташе по вопросам полиции при германском посольстве в Токио, а также уполномоченным СД по Японии.
В Японии подружился с Рихардом Зорге и стал для него одним из главных источников информации. Слыл в Токио азартным игроком в покер, однажды во время игры застрелил капитана немецкого торгового флота, но это сошло ему с рук. В целом, Мейзингер продемонстрировал свою полную некомпетентность, в Берлине Риббентропом был даже поднят вопрос о его отзыве. Мейзингер всеми силами пытался доказать обратное: например, планировал поднять восстание в Тибете под руководством авантюриста Игнаца Требича, с которым познакомился в Шанхае. В Японии продолжал заниматься преследованием евреев: так, в 1941 г. Мейзингер потребовал у японской администрации уничтожить порядка 18 000 еврейских беженцев из Германии и Австрии, находившихся в гетто Шанхая. Это требование было проигнорировано.

### После войны
6 сентября 1945 г. был арестован американскими властями в Йокогаме и 17 декабря 1946 г. выдан Польше. В 1947 г. был приговорён Верховным национальным трибуналом, состоявшимся в Варшаве, к смертной казни. Повешен.

## Награды
- Железный крест 2-го класса
- Баварский крест за военные заслуги
- Орден крови (1933)